# Західна Ліца (губа)
За́хідна Лі́ца (рос. Западная Лица) — вузька затока-фіорд Баренцового моря на Кольському півострові. Поряд з Кольською затокою, губою Ура та губою Печенгою є однією з найбільших заток північного узбережжя Мурманської області Російської Федерації.

## Опис затоки
Розташована на 25 кілометрів східніше від півострова Рибачого в акваторії Мотовської затоки. Губа Західна Ліца має близько 17 кілометрів завдовжки та близько 1.8 км завширшки. Узбережжя нерівне, скелясте, висота сопок по берегах затоки сягає 120—270 метрів. Глибина — 98 метрів у північній частині і 84 метри — у південній частині в районі губи Нерп'ячої. Від Західної Ліци відгалужуються кілька менших за розміром заток: губа Лопаткіна, губа Андреєва, губа Нерп'яча та інші.

## Острови затоки
На самому вході до губи розташований острів Кувшин завдовжки в 1,1 кілометра; дещо південніше, біля східного узбережжя — острів Блюдце, круглий за формою і діаметром близько 350 метрів; ще південніше, в районі військового містечка Мала Лопатка, — два острови завдовжки 900 і 800 метрів і, на самому півдні губи, невеликий острів завдовжки лише 115 метрів.

## Річки
З півдня в губу впадає однойменна річка, зі сходу, неподалік від острова Блюдце — річка Мала Ліца, а також безліч більш дрібних річок і струмків з навколишніх сопок.

## Поселення
По обидва береги затоки розташовані військові містечка — Губа Нерп'яча, Губа Лопаткіна, Губа Мала Лопатка і Губа Андреєва, що входять до складу міста Заозерська.

## Цікаві факти
- В 1939—1940 рр. в затоці існувала секретна військова база «Базис Норд» нацистських ВМС.

| Росія | Це незавершена стаття з географії Росії. Ви можете допомогти проєкту, виправивши або дописавши її. |